# Берлінць
Берлінць (рум. Berlinţi) — село в Молдові в Бричанському районі. Є центром однойменної комуни, до складу якої також входить село Каракушеній-Ной.
Переважна більшість населення є етнічними українцями. Згідно з переписом населення 2004 року у селі проживало 1356 українців (87%).

## Географія
Через село тече річка Вілія, ліва притока Пруту.

## Історія
За даними на 1859 рік у власницькому селі Дребкоуці Хотинського повіту Бессарабської губернії, мешкало 629 осіб (335 чоловічої статі та 294 — жіночої), налічувалось 115 дворових господарств.
Станом на 1886 рік у царачькому селі Берлінці Липканської волості, мешкало 1005 осіб, налічувалось 115 дворових господарств.

## Населення

### Національність
Розподіл населення за національністю за даними перепису 2014 року:
| національність    | кількість осіб | частка, % |
| ----------------- | -------------- | --------- |
| українці          | 1495           | 78,15     |
| молдовани/румуни  | 342            | 17,88     |
| росіяни           | 49             | 2,56      |
| інші / не вказали | 27             | 1,41      |

Повсякденна мова мешканців села:
| мова                 | кількість осіб | частка, % |
| -------------------- | -------------- | --------- |
| українська           | 1257           | 65,71     |
| російська            | 406            | 21,22     |
| молдовська/румунська | 192            | 10,04     |
| інші / не вказали    | 58             | 3,03      |